# Dedicated to the One I Love
"Dedicated to the One I Love" is een nummer geschreven door de Amerikaanse artiesten Lowman Pauling en Ralph Bass. Het werd als eerste opgenomen door The "5" Royales en kent hitgenoteerde versies uitgevoerd door The Shirelles in 1959 en door The Mamas and the Papas in 1967.

## Achtergrond
"Dedicated to the One I Love" werd in 1957 voor het eerst opgenomen door de Amerikaanse zanggroep The "5" Royales, waar Pauling lid van was. Het werd in december van dat jaar uitgebracht als single en bereikte de dertiende plaats in de Amerikaanse r&b-lijsten. In 1959 werd het nummer gecoverd door de meidengroep The Shirelles. Deze versie bereikte plaats 83 in de Amerikaanse Billboard Hot 100. In 1961 werd de single opnieuw uitgebracht en bereikte het respectievelijk de derde en tweede plaats in de Hot 100 en de r&b-lijsten. Later dat jaar verscheen het nummer ook op Tonight's the Night, het debuutalbum van de groep.
De bekendste versie van "Dedicated to the One I Love" is opgenomen door The Mamas and the Papas. Het is de eerste keer in de carrière van de band dat Michelle Phillips de leadzangeres was in plaats van Cass Elliot. Het nummer verscheen op Deliver, het derde studioalbum van de groep uit 1967. Ter promotie trad de groep op bij The Ed Sullivan Show, waar zij, naast dit nummer, ook de volgende single "Creeque Alley" ten gehore brachten. Het nummer werd een grote hit en bereikte de tweede plaats in de Billboard Hot 100, waarin het enkel door "Happy Together" van The Turtles van de nummer 1-positie werd gehouden. Ook in Australië, Ierland, Zuid-Afrika en een voorloper van de Waalse Ultratop 50 bereikte het de top 10. In Nederland kwam de single tot de vijftiende plaats in zowel de Top 40 als de Parool Top 20, terwijl in Vlaanderen de dertiende plaats in een voorloper van de Ultratop 50 werd gehaald.
Andere versies van "Dedicated to the One I Love" werden opgenomen door onder meer The Lettermen, Bernadette Peters, Johnny Preston, Reparata & the Delrons, Linda Ronstadt, Tanya Stephens en Wilson Phillips. In 1994 bereikte een reggaeversie door Bitty McLean tevens de hitlijsten; deze kwam tot de zesde plaats in de UK Singles Chart en de derde plaats in de Nederlandse Tipparade.

## Hitnoteringen
Alle hitnoteringen zijn behaald door de versie van The Mamas and the Papas.

### Nederlandse Top 40
| Hitnotering: 08-04-1967 t/m 17-06-1967 | Hitnotering: 08-04-1967 t/m 17-06-1967 | Hitnotering: 08-04-1967 t/m 17-06-1967 | Hitnotering: 08-04-1967 t/m 17-06-1967 | Hitnotering: 08-04-1967 t/m 17-06-1967 | Hitnotering: 08-04-1967 t/m 17-06-1967 | Hitnotering: 08-04-1967 t/m 17-06-1967 | Hitnotering: 08-04-1967 t/m 17-06-1967 | Hitnotering: 08-04-1967 t/m 17-06-1967 | Hitnotering: 08-04-1967 t/m 17-06-1967 | Hitnotering: 08-04-1967 t/m 17-06-1967 | Hitnotering: 08-04-1967 t/m 17-06-1967 | Hitnotering: 08-04-1967 t/m 17-06-1967 |
| Week                                   | 1                                      | 2                                      | 3                                      | 4                                      | 5                                      | 6                                      | 7                                      | 8                                      | 9                                      | 10                                     | 11                                     |                                        |
| -------------------------------------- | -------------------------------------- | -------------------------------------- | -------------------------------------- | -------------------------------------- | -------------------------------------- | -------------------------------------- | -------------------------------------- | -------------------------------------- | -------------------------------------- | -------------------------------------- | -------------------------------------- | -------------------------------------- |
| Nummer                                 | 32                                     | 23                                     | 21                                     | 20                                     | 17                                     | 15                                     | 18                                     | 20                                     | 30                                     | 32                                     | 39                                     | uit                                    |

### Parool Top 20
| Hitnotering: 29-04-1967 t/m 20-05-1967 | Hitnotering: 29-04-1967 t/m 20-05-1967 | Hitnotering: 29-04-1967 t/m 20-05-1967 | Hitnotering: 29-04-1967 t/m 20-05-1967 | Hitnotering: 29-04-1967 t/m 20-05-1967 | Hitnotering: 29-04-1967 t/m 20-05-1967 |
| Week                                   | 1                                      | 2                                      | 3                                      | 4                                      |                                        |
| -------------------------------------- | -------------------------------------- | -------------------------------------- | -------------------------------------- | -------------------------------------- | -------------------------------------- |
| Nummer                                 | 17                                     | 17                                     | 15                                     | 15                                     | uit                                    |

### NPO Radio 2 Top 2000
| Nummer met noteringen in de NPO Radio 2 Top 2000 | '99  | '00  | '01  | '02  | '03 | '04  | '05 | '06  | '07-'08 | '09  | '10  |
| ------------------------------------------------ | ---- | ---- | ---- | ---- | --- | ---- | --- | ---- | ------- | ---- | ---- |
| Dedicated to the One I Love                      | 1433 | 1659 | 1687 | 1659 | -   | 1975 | -   | 1797 | -       | 1722 | 1769 |

1. ↑  Een '-' betekent dat het nummer niet was genoteerd en een vetgedrukt getal geeft de hoogste notering aan.
2. ↑  Deze tabel is bijgewerkt tot en met de laatste editie (2024).